# Dolmen von Pedra Moura (Carballo)
Der Dolmen von Pedra Moura (auch Dolmen von Aldemunde genannt) ist eine Megalithanlage vom Typ Anta in der Gemeinde Aldemunde, südöstlich von Carballo in der Provinz A Coruña in Galicien in Spanien. Er ist Teil des Archäologischen Parks der Megalithen der Costa da Morte. Nicht zu verwechseln mit dem Dolmen von Pedra Moura (Monte Carneo).
Der 2,4 × 3,2 m messende Dolmen Pedra Moura ist zusammengebrochen. Nur zwei der Orthostaten sind in situ erhalten und erreichen eine Höhe von etwa 2,3 m. Weitere Steine liegen am Boden.
In der Nähe liegt der Dolmen von Cabaleiros.